# Vitinho (futbolista nacido en 1998)
Victor Hugo Santana Carvalho, más conocido como Vitinho, (São Paulo, 24 de marzo de 1998) es un futbolista brasileño. Juega de mediocampista ofensivo y su equipo actual es el Guarani del Campeonato Brasileño de Serie B.

## Trayectoria
Vitinho ficha por las categorías inferiores del Palmeiras en 2011. El 28 de abril de 2016 sube al primer equipo y firma un contrato hasta abril de 2021. Debuta el 21 de junio de 2016 al sustituir Cleiton Xavier ante el América Mineiro (victoria 2 a 0).
El 10 de julio de 2017, Vitinho es cedido al FC Barcelona B por una temporada con una opción de compra de 12 M€, más otros dos en variables si llega al primer equipo.
Luego de una temporada con FC Barcelona B vuelve de la cesión y se incorpora al Palmeiras nuevamente para la temporada 2018-2019.

## Clubes
| Club                           | País   | Año           |
| ------------------------------ | ------ | ------------- |
| Palmeiras                      | Brasil | 2016-2021     |
| Barcelona B (préstamo)         | España | 2017-2018     |
| São Caetano (préstamo)         | Brasil | 2019          |
| Red Bull Bragantino (préstamo) | Brasil | 2019-2021     |
| Red Bull Bragantino            | Brasil | 2021-         |
| Guarani (préstamo)             | Brasil | 2022-presente |

## Palmarés

### Títulos nacionales
| Título                          | Club      | País   | Año  |
| ------------------------------- | --------- | ------ | ---- |
| Campeonato Brasileño de Serie A | Palmeiras | Brasil | 2016 |
| Campeonato Brasileño de Serie A | Palmeiras | Brasil | 2018 |